# William Segal
William Segal (Macon, 1904 – 2000) è stato un artista statunitense.
Artista, studioso del pensiero orientale, di meditazione e ricercatore spirituale, William Segal, è stato fortemente influenzato dal pensiero del maestro Zen Daisetsu Teitarō Suzuki e soprattutto, da Georges Ivanovič Gurdjieff, di cui è stato allievo diretto.

Originari della Romania, i genitori di Segal si trasferirono a New York alla fine del diciannovesimo secolo, per poi stabilirsi a Macon, nello stato americano della Georgia. Negli Stati Uniti, Segal è noto, oltre che come studioso di argomenti spirituali e artista, anche come editore di numerose riviste. Nel 2009, il Museo delle Scienze della Georgia gli ha dedicato una mostra antologica sulla sua intera produzione artistica, ospitando numerosi dipinti inediti.

Sulla vita e l'opera di Segal il celebre documentarista Ken Burns ha realizzato tre documentari, intitolati "Vedere", "Ricerca" ed "Essere".

Nei suoi libri, William Segal tocca vari argomenti, legati soprattutto alla trasformazione di sé e al Lavoro interiore. Fra questi, si ricordano Opening, che riunisce diversi scritti realizzati fra il 1985 e il 1997, e l'autobiografia dal titolo A voice at the Borders of Silence.

Scrive Segal: il vantaggio e il privilegio di un artista è che egli è costretto a cercare.  Per vedere.  Le persone raramente vedono la bellezza e la grandezza che li circonda.  Vivono la loro vita in dormiveglia. E se ci avviciniamo al vivente della nostra vita come arte?

Segal è stato, per molti anni, fra i responsabili della "The Gurdjieff Foundation" negli Stati Uniti.

## Libri (in inglese)
- Opening
- A voice at the Borders of Silence

## Libri (in italiano)
- Respirare l'Istante (Edizioni Tipheret, 2012);